# Processo di Dubăsari
Il processo di Dubăsari  è stato uno dei processi sovietici del dopoguerra, fu tenuto contro l'amministrazione occupante di Dubăsari accusata di aver distrutto il ghetto di Dubăsari, di aver consegnato i comunisti locali alle autorità rumeno-tedesche e di altri crimini: 11 persone di Dubăsari, tra funzionari e poliziotti, si presentarono in tribunale per il processo: Demenchuk, sindaco di Dubăsari, fu condannato a morte e i restanti imputati condannati al carcere.

## Contesto storico

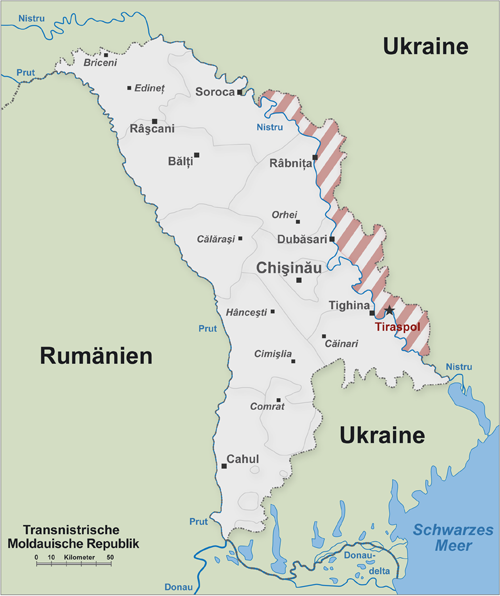
Dubăsari sulla mappa del Governatorato della Transnistria (nel 1941-1944 sotto l'amministrazione provvisoria rumena).

La città di Dubăsari fu occupata dalle truppe rumeno-tedesche dell'Asse il 24 luglio 1941. Il 26 luglio 1941 l'intero territorio della RSS Moldava fu completamente occupato. Dubăsari, come tutto il territorio compreso tra il Dnestr e il Bug meridionale, fu incluso nella Grande Romania. La Transnistria, secondo il Trattato di Bender, fu formalmente sottoposta all'amministrazione temporanea rumena.
Nel marzo-aprile 1944 la regione di Dubăsari fu liberata dopo un periodo di occupazione durato circa 3 anni. Durante il periodo dell'occupazione si verificarono diversi massacri di civili, prassi consueta nel territorio occupato dai romeni. I militari o i gendarmi romeni, occupando un villaggio, nominavano un sindaco e talvolta anche un suo vice. Il primo compito per i sindaci fu di radunare tutti gli ebrei in un luogo prescelto, di solito un circolo o una scuola, dove tenerli fino a nuovo ordine. Entro un paio di giorni, il sindaco e il suo vice ricevevano l'ordine di organizzare lo scavo delle fosse e la scorta degli ebrei fino al luogo dell'esecuzione, successivamente il sindaco doveva organizzare i funerali delle vittime.
Per svolgere questi incarichi, il sindaco era obbligato a reclutare rapidamente una squadra di assistenti, a cui veniva solitamente richiesto di svolgere alcune funzioni: la supervisione dei residenti locali, l'arresto dei partigiani sovietici, la detenzione delle persone sospette, la costrizione dei civili al lavoro per riparare e costruire strade ed edifici pubblici. Lo stipendio degli assistenti era insignificante ma potevano godere di altri benefici. Inoltre, ai partecipanti alle esecuzioni venivano suddivise le proprietà dei giustiziati: gli ebrei venivano spogliati prima dell'esecuzione e i loro vestiti spettavano ai presenti alle esecuzioni.
Alexander Demenchuk fu nominato sindaco di Dubăsari e la polizia locale formata dai volontari fu sotto il comando di Ivan Vitez. Alla fine di agosto 1941, un distaccamento punitivo tedesco di 25 persone arrivò a Dubăsari sotto il comando del sergente maggiore Walter Keller. A Dubăsari erano di stanza una squadra di militari tedesca e una romena. Nelle prime settimane dell'occupazione iniziarono le esecuzioni dei comunisti locali. Così, secondo la denuncia del sindaco di Korzhevo X. Studinsky, il 1º settembre 1941 furono fucilati in 5, D. S. Dorofeev, I. M. Barkar, Kh. M. Zavtur e M. E. Pisarenko. Per ordine di Keller, fu creato un ghetto alla periferia di Dubăsari sorvegliato dai gendarmi romeni e dalla polizia locale. All'inizio di settembre, Keller ordinò a Demenchuk di scavare delle fosse nella periferia orientale di Dubăsari: 16 metri di lunghezza, 4 metri di larghezza e 4 metri di profondità. Il lavoro fu portato avanti da circa 300 residenti sfollati dei villaggi circostanti, ai quali fu detto che le fosse erano necessarie per conservare le patate.
Il primo gruppo di ebrei (2.500 persone) fu giustiziato il 12 settembre 1941, arrivò scortato dai gendarmi romeni in gruppi di 100 e 200 persone. L'esecuzione fu eseguita dalle SS. Il sindaco Demenchuk descrisse l'esecuzione nella sua testimonianza:
Dopo l'esecuzione, la polizia e i gendarmi gettarono nelle fosse i corpi, alcuni ancora vivi. Gli effetti personali dei defunti in parte furono consegnati alla polizia, in parte raccolti nei locali del vecchio ospedale, dove i cittadini poterono scambiarli con cibo, lana e pelli. Lo sterminio degli ebrei durò 16 giorni, alcune esecuzioni ebbero luogo nella zona del vecchio ospedale o nei pressi del burrone dietro il deposito petrolifero come anche in molti altri villaggi della regione. Le esecuzioni furono guidate dal comandante Keller, dal capo della polizia cittadina Bozhenescu e dal capo della sezione della gendarmeria Dmitrescu.

## Il processo
Nei documenti ufficiali, il processo è noto come caso n. 1103.
Subito dopo la liberazione, la Commissione di Stato straordinaria (CGK) operò nella RSS Moldava e nell'ex Transnistria documentando i crimini degli occupanti e dei collaborazionisti.
I sospettati della distruzione del ghetto di Dubăsari furono indicati dai residenti locali alle autorità sovietiche il giorno stesso della liberazione di Dubăsari: il compito principale fu svolto dagli organismi dello SMERS. Il procuratore militare delle truppe NKVD della RSS Moldava, Maggiore M. L. Kovalenko riferì in un rapporto speciale senza data (redatto dopo il 5 maggio 1944) al procuratore capo militare dell'Armata Rossa, V.I. Nosov:
Inoltre Kovalenko indicò gli 11 nomi degli arrestati, a cominciare dal sindaco Demenchuk, e in molti casi i nomi furono indicati con errori di ortografia. Il rapporto di Kovalenko descrisse nel dettaglio le attività utilizzate per la distruzione del ghetto di Dubăsari: sorvegliare gli ebrei scortati, appropriarsi degli averi delle vittime, gettare i feriti nelle fosse delle esecuzioni. Due arrestati, Vetez e Studzinski, furono accusati anche di altri capi d'imputazione: Vetez "ha organizzato le incursioni per catturare in massa gli ebrei, i partigiani e gli attivisti sovietici, ha mostrato una capacità speciale nella lotta contro i partigiani"; Studzinski fu anche accusato (secondo la deposizione di un testimone) di aver consegnato 4 comunisti affinché fossero giustiziati. Kovalenko riferì che furono interrogati i testimoni (la loro testimonianza fu citata nel rapporto) e gli accusati, in particolare Demenchuk fu interrogato il 5 maggio 1944.
L'indagine fu condotta durante il periodo delle ostilità vicino a Dubăsari. Kovalenko sottolineò che fu impossibile riesumare i cadaveri dal luogo di sepoltura a causa dei combattimenti ancora in corso:
Il 12 luglio 1944, il commissario popolare per la sicurezza dello Stato della RSS Moldava Joseph Mordovets approvò l'atto d'accusa contro 10 collaboratori sovietici coinvolti nella distruzione del ghetto di Dubăsari: tutti ammisero la colpa, le loro azioni furono qualificate secondo il Decreto del Presidium del Soviet Supremo dell'URSS del 12 aprile 1943 e furono tutti arrestati nell'aprile 1944.
Tuttavia, nel 1944 gli imputati non furono processati e le indagini continuarono. L'atto della commissione distrettuale porta la data del 31 marzo 1945, secondo il quale, dal 12 al 28 settembre 1941, nella periferia orientale della città furono fucilati "da 6.000 a 8.000 cittadini sovietici civili, tra cui molte donne, bambini e anziani". L'atto afferma che la commissione considerò colpevole dell'omicidio un capitano e comandante non identificato della Gestapo, W. Keller. Nell'atto del 22 marzo 1945 furono registrati altri crimini di Demenchuk: lui, insieme alla polizia, sparò a un certo numero di cittadini sovietici alla vigilia della liberazione di Dubăsari nell'aprile 1944.

## Gli imputati del processo di Dubăsari
Tutti gli imputati erano cittadini dell'URSS, nel 1941 la maggioranza di loro aveva più di 40 anni. Solo due imputati, Demenchuk e Konsevich-Nemirovsky, erano membri del Partito Comunista. La maggior parte erano nativi di Dubăsari o della regione di Dubăsari, di varia nazionalità: un italiano, un moldavo, tre russi, cinque ucraini.
Al processo gli imputati furono:
- Demenchuk Alexander Isidorovich, nato nel 1899, ucraino originario di Dubăsari, ex sindaco di Dubăsari, membro del PCUS, nel 1917-1925 "eliminato meccanicamente";
- Konsevich-Nemirovsky Fedosiy Fedorovich, nato nel 1907, ucraino originario di Dubăsari, vicesindaco di Dubăsari, membro del PCUS nel 1937-1941, "distrusse la sua tessera del partito quando i tedeschi occuparono la città di Dubăsari";
- Vetez Ivan Mikhailovich, nato nel 1870, italiano originario di Napoli, cittadino dell'URSS, capo della polizia di Dubăsari;
- Polyakov Ivan Dimitrievich, nato nel 1893, ucraino originario di Olshanka, ingegnere dell'ufficio del sindaco di Dubăsari;
- Grekul Joseph Stepanovich, nato nel 1883, ucraino originario di Dubăsari, sindaco del villaggio di Lunga;
- Dubinin Efim Mikhailovich, nato nel 1899, russo originario di Dubăsari, poliziotto di Dubăsari;
- Chernichenko Ivan Andreevich, nato nel 1911, ucraino originario del villaggio di Grobovo (Ucraina occidentale), poliziotto di Dubăsari;
- Shpak Sergey Alekseevich, nato nel 1911, russo originario di Dubăsari, poliziotto di Dubăsari;
- Iordanov Ivan Andreevich, nato nel 1912, russo originario del distretto di Dubăsari, ufficiale di polizia di Dubăsari;
- Studzinsky Khariton Antonovich, nato nel 1897, moldavo originario della regione di Dubăsari, sindaco del villaggio di Korzhevo, condannato nel 1933 a 3 anni di campi di lavoro forzato per sabotaggio.

Tutti gli imputati furono processati ai sensi dell'articolo 1º del decreto del Presidium del Soviet Supremo dell'URSS del 19 aprile 1943 e tutti ammisero la loro colpevolezza.

## La sentenza e l'esecuzione
Il Collegio militare della Corte suprema della RSS Moldava processò 11 persone: furono condannati a morte 3 imputati (Demenchuk, Vitez e Kontsevich) mentre gli altri imputati a varie pene detentive. Il processo ebbe luogo nel maggio 1945, solo Demenchuk fu ucciso. Sergei Shpak scontò 12 dei 15 anni assegnatigli dal tribunale perché fu amnistiato, negli anni '90, all'età di 85 anni, Shpak si rifiutò di collaborare con A. M. Moskaleva per la realizzazione di un documentario sulla distruzione del ghetto di Dubăsari.

## Processi successivi
Nel 1947, al processo di Chișinău furono esaminati i crimini di guerra compresi quelli commessi sul territorio di Dubăsari. Il comandante di Dubăsari, Walter Keller, fu arrestato molto più tardi e un gruppo di testimoni moldavi si recò a Mosca per identificarlo.

## I materiali del processo
Sul sito web del progetto di archivio federale "Crimini dei nazisti e dei loro complici contro la popolazione civile dell'URSS durante la Grande Guerra Patriottica del 1941-1945" dall’aprile 2022 sono stati pubblicati alcuni materiali del processo Dubăsari: due copie del rapporto speciale di Kovalenko e l’atto d’accusa del 1944.